# Bácsföldvár
Bácsföldvár (szerbül Бачко Градиште / Bačko Gradište, németül Feldwar in der Batschau) a Tiszamente legdélebbi magyar jellegű települése. Falu Szerbiában, a Vajdaságban, a Dél-bácskai körzetben, Óbecse községben.

## Fekvése
Óbecsétől 10 km-re délre, Csúrogtól 8 km-re északra fekszik a Ferenc-csatorna partján.
A bácsföldvári táj gyönyörű: a Ferenc-csatorna, a Tisza, a Holt-Tisza, a halastavak, a különböző kisebb-nagyobb vizek - gyönyörű látványt nyújtanak, gazdag állat- és növényvilággal.
Bácsföldvár az összefüggő magyar nyelvterület mai legdélibb települése. A még délebbre fekvő magyar többségű települések (Temerin stb.) már enklávé-jellegűek.

## Története
Első említése a 15. században történik. Valaha földvár állott itt, amely a török hódoltság alatt elpusztult. A karlócai béke után kezdett újratelepülni. 1848-ban súlyos harcok és vérengzések helyszíne. A szerbek közel 100 magyar fejét levágtak, és a katolikus templom oltárára tették ki. Ezek a véres tettek nem csak szerb oldalról voltak, a magyar fél is hajtott végre hasonlókat, ámbár nem ilyen véreset.
Bácsföldvárról semmilyen adat nem maradt arra nézve, hogy 1941-ben hogyan történt a magyar csapatok bevonulása, csupán az 1918-as betelepítettek kiutasítása történt meg, akik közül egy sem fizetett életével az intézkedések hatására. A háborús bűnöket kivizsgáló bizottság mégis 5 embert talált felelősnek az 1941-es eseményekért.
1910-ben 6609 lakosából 3795 magyar és 2739 szerb volt.
A trianoni békeszerződésig Bács-Bodrog vármegye Óbecsei járásához tartozott.
Az 1944-es becsei gyilkosságok rögtön megkezdődtek a település október 23-i "felszabadulása" után, bár ezek eleinte szórványosak voltak. A foglyok legtöbbjét a községi zárkába vitték, ahol verések és kínzások közepette kb. egy hétig tartották őket fogva. Számukat emelte, hogy november vége felé megtalálták a helyi Nyilaskeresztes Párt tagnévsorát. A kivégzések éjjel történtek a Csonthalom nevű hely közelében. Egy terhes anya is volt a kivégzettek között, akinek ugyanúgy nem kegyelmeztek, mint többi sorstársának. A bácsföldvári áldozatok száma 600 fő körüli.
A délszláv háborúk és a három menekülthullám jelentős változást hozott a falu életébe, közel 500 menekült telepedett meg.

## Népesség

### Demográfiai változások
2022-ben 4355 lakosából 1955 szerb, 1481 magyar, 8 albán, 31 jugoszláv, 3 macedón, 7 muzulmán, 3 német, 242 cigány, 9 orosz, 4 szlovák, 41 horvát, 7 montenegrói, 9 egyéb, 20 régió, 271 nem nyilatkozott, 237 ismeretlen lakosa volt.
| 1948 | 1953 | 1961 | 1971 | 1981 | 1991 | 2002 | 2011 | 2022 |
| ---- | ---- | ---- | ---- | ---- | ---- | ---- | ---- | ---- |
| 6512 | 6178 | 6106 | 5986 | 5764 | 5625 | 5445 | 5110 | 4355 |

| Nemzetiség       | Szám | %     |
| Magyarok         | 2519 | 46,26 |
| Szerbek          | 2417 | 44,38 |
| Jugoszlávok      | 241  | 2,77  |
| Horvátok         | 63   | 1,23  |
| Cigányok         | 48   | 0,93  |
| Montenegróiak    | 37   | 0,73  |
| Muzulmánok       | 11   | 0,22  |
| Szlovákok        | 3    | 0,05  |
| Ruszinok         | 3    | 0,05  |
| Bunyevácok       | 3    | 0,05  |
| Szlovének        | 2    | 0,03  |
| Németek          | 2    | 0,03  |
| Albánok          | 2    | 0,03  |
| Ukránok          | 1    | 0,01  |
| Macedónok        | 1    | 0,01  |
| Bosnyákok        | 1    | 0,01  |
| Egyéb/Ismeretlen |      |       |

| Nemzetiség       | Szám |
| Szerbek          | 2259 |
| Magyarok         | 2102 |
| Cigányok         | 170  |
| Horvátok         | 57   |
| Jugoszlávok      | 38   |
| Montenegróiak    | 28   |
| Szlovákok        | 14   |
| Albánok          | 9    |
| Muzulmánok       | 9    |
| Ruszinok         | 4    |
| Egyéb/Ismeretlen |      |

## Természet és szabadidő

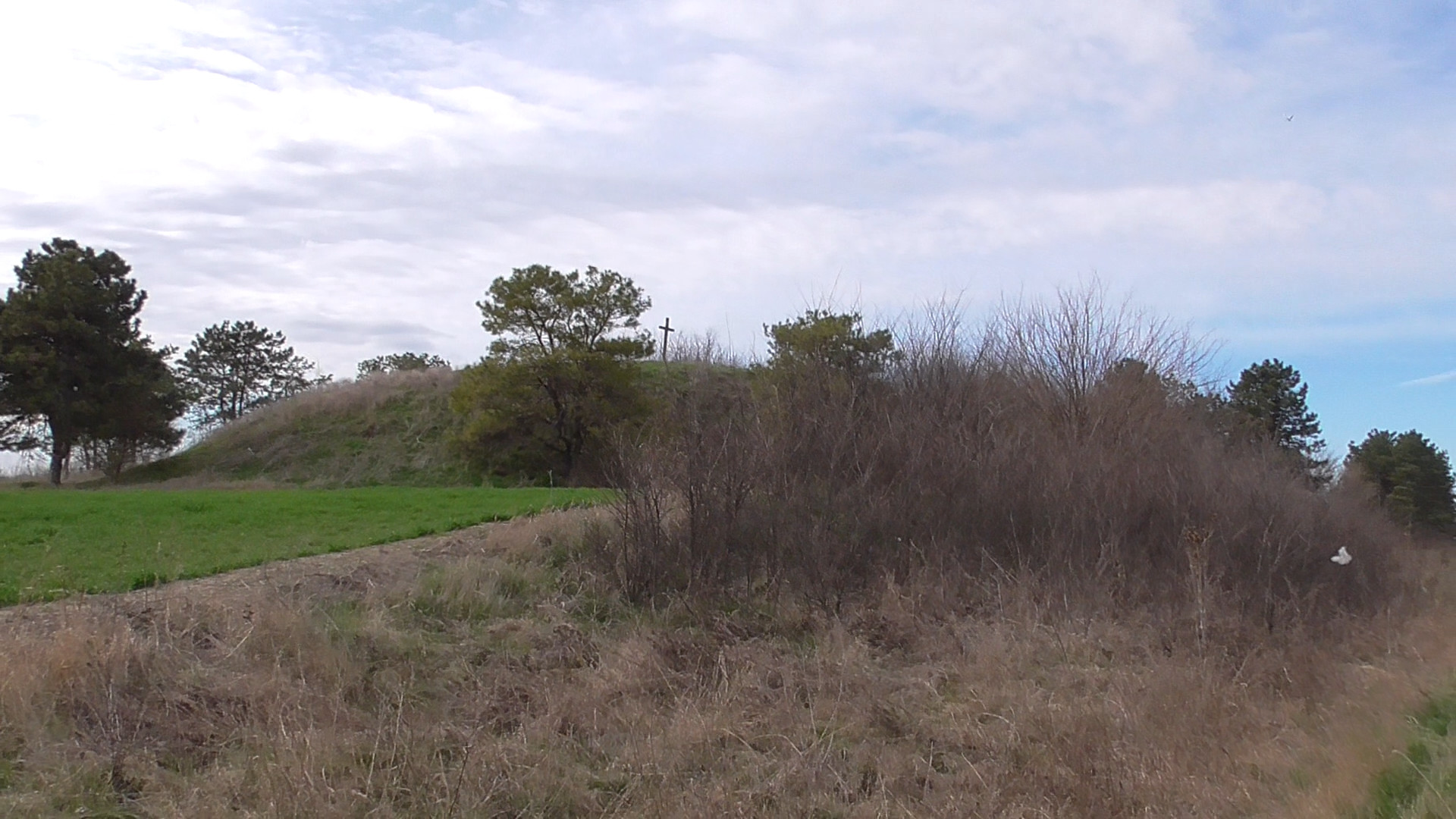
Csonthalom

Bácsföldvártól mindössze 3 km-re található a Tisza folyamának szabályozása után megmaradt holtága, az úgynevezett Gyöngysziget melletti Holt-Tisza. A holtág mellett 8 kilométeres hosszúságban üdülőházak helyezkednek el. A Gyöngysziget melletti Holt-Tisza 2008 óta van védelem alatt. E területet északon Óbecse és Törökbecse, délen Csúrog és nyugatról Bácsföldvár határolja. A holtág 23 706 m hosszú, a Tisza vajdasági holtágai közül a leghosszabb. A vizes élőhelyek, mocsarak, gyepek, szikesek változatossága, az itt megtalálható nagyszámú ritka és veszélyeztetett növény- és állatfaj, de különösen a gazdag madárvilág e területnek nemcsak nemzeti, hanem nemzetközi jelentőséget is ad. 1997 óta nemzetközileg fontos madárélőhelynek számít. Gyöngyszigeten beszerezhető a híres krokán szőlőből készült bor, mely még a brit királyi család asztalára is felkerült. A Gyöngysziget körül 22 km-es turista útvonal várja a természet szerelmeseit.

## Híres emberek
Itt született:
- Yartin József (családi nevén Nyitray) (1857– USA, 1946) hírlapíró, festőművész, műfordító, műkritikus
- Bencz Boldizsár (1910–1949) író, költő, műfordító, újságíró
- Bencz Mihály (1913–1970) költő
- Lovász Pál (1896–1975) költő
- Bori Imre (1929. december 28. – 2004. április 22.) irodalomtörténész, kritikus, egyetemi tanár
- Megyeri Lajos (1935. május 5.) zeneszerző, zenepedagógus, karmester

## Látnivalók
- Az 1806-ban épült Szent Mihály római katolikus templom: 1807-ben I. Ferenc osztrák császár és magyar király, a róla elnevezett Ferenc-csatorna építését meglátogatta, s látván ez egyszerű szegényes templomot, elrendelte saját költségén az új templom építését. A munkálatok 1833-ra fejeződtek be. 1909-ben a templomot kibővítették és új 46 m magas tornyot emeltek.
- Az 1773-ban épült görögkeleti (szerb) templom
- A neobarokk stílusú városháza
- A Gyöngysziget melletti Holt-Tisza Természetvédelmi Park

## Galéria

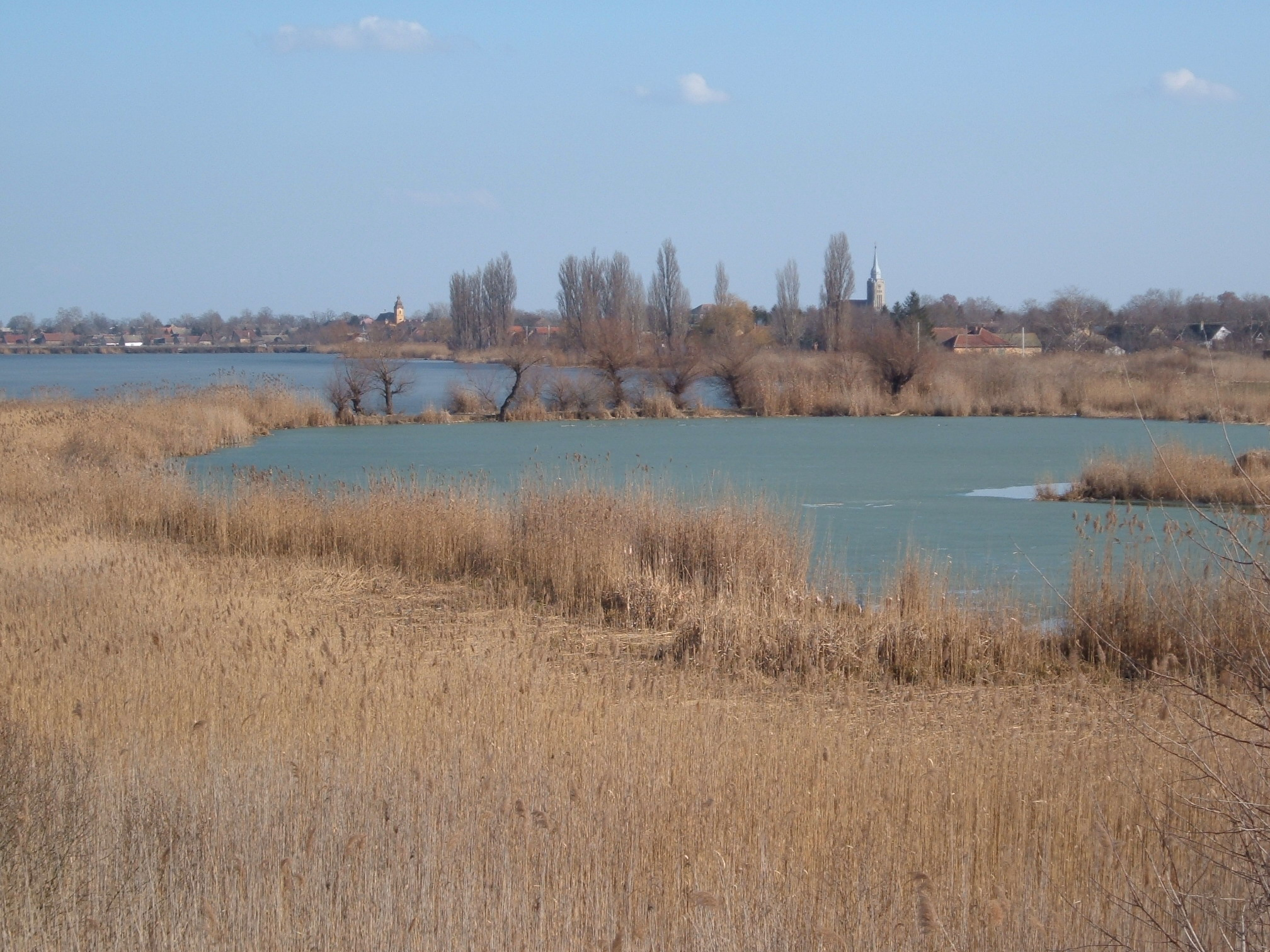
Bácsföldvár látképe
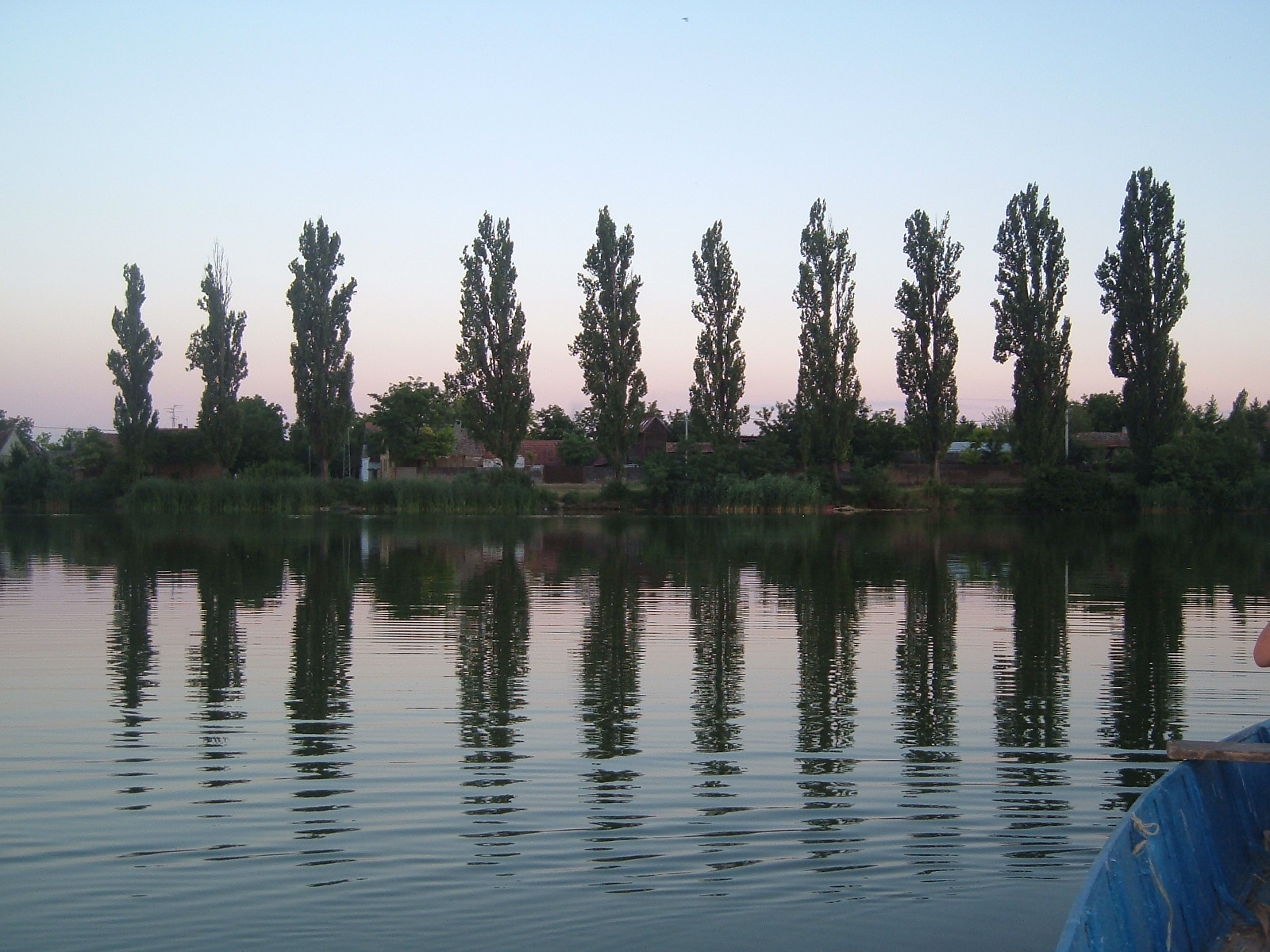
A Ferenc-csatorna partja Bácsföldvárnál
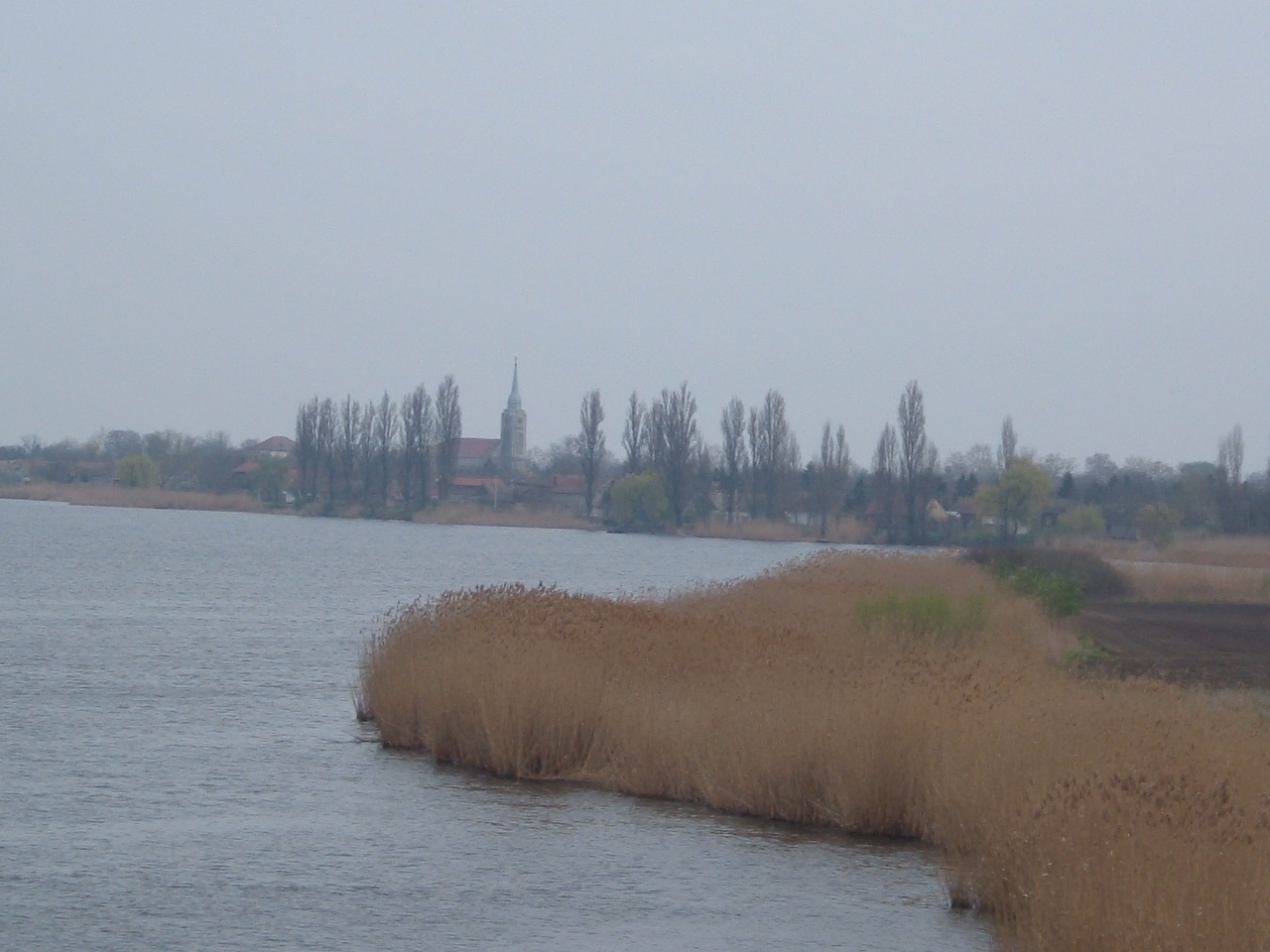
A település látképe a Ferenc-csatornával
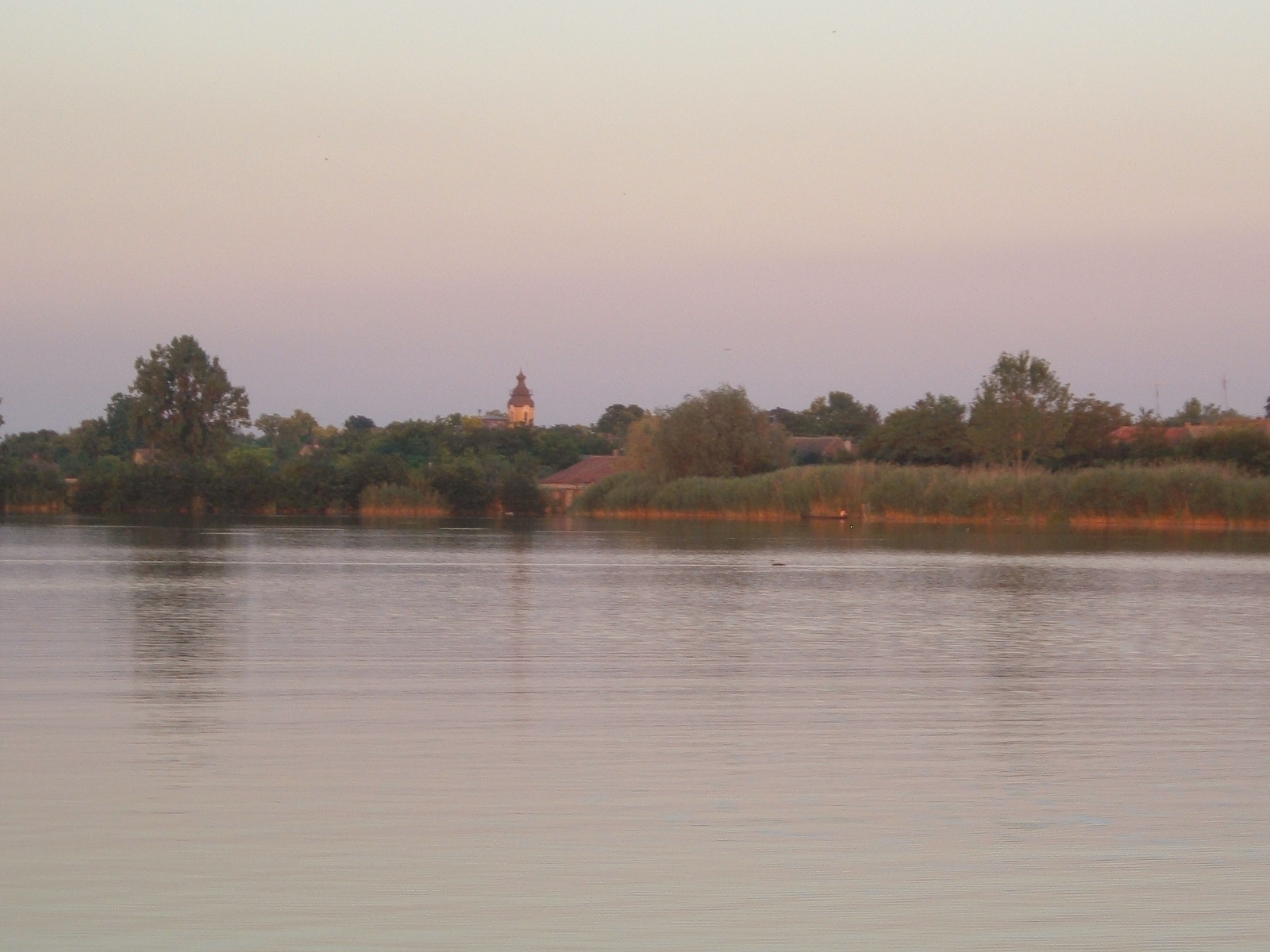
A Ferenc-csatorna Bácsföldvárnál
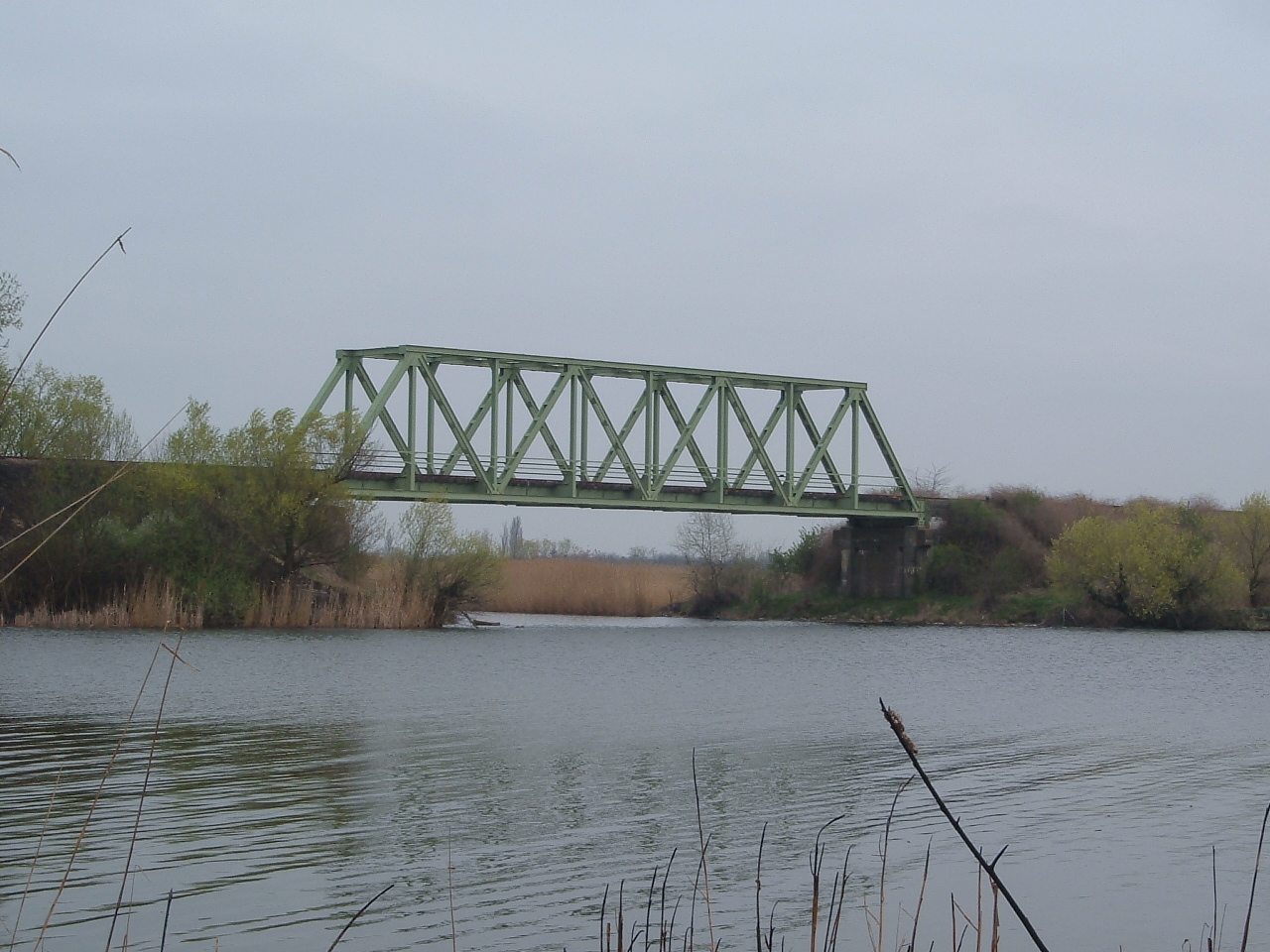
Vasúti híd a Ferenc-csatornán